# S-laag
De S-laag (uit het Engels surface layer – oppervlaktelaag) is een parakristallijne mantel van proteïnen en glycoproteïnen aan de buitenzijde van bacteriën en archaea. De S-laag heeft een hexagonale, tetragonale of trigonale symmetrie. De functie is niet zo goed gekend maar het zou werken als selectieve zeef en belangrijk zijn bij defensie tegen het immuunsysteem van de gastheer. Bovendien vormt bij sommige Archaea de S-laag ook de celwand.